# Platyxantha kinabaluensis
Platyxantha kinabaluensis es una especie de insecto coleóptero de la familia Chrysomelidae.
Fue descrita científicamente en 1995 por Mohamedsaid.